# SBIインシュアランスグループ
SBIインシュアランスグループ株式会社（エスビーアイインシュアランスグループ、英: SBI Insurance Group Co., Ltd.）はSBIホールディングスの子会社にして、SBIグループの保険事業を統括する保険持株会社。

## 概要
2012年に日本震災パートナーズ（現・SBIリスタ少額短期保険）、2013年にいきいき世代（現・SBIいきいき少額短期保険）、2015年にピーシーエー生命保険（現・SBI生命保険）、2016年に日本少額短期保険（現・SBI日本少額短期保険）がSBIグループの一員となった。SBI HDではSBI損害保険と、SBI少短保険ホールディングスを加えた計6社の経営管理機能の集約などを目的に、保険持株会社を設立する準備が進められていた。
2017年3月31日、金融庁から保険持株会社設立の認可等が下りたことから、SBIインシュアランスグループとして開業した。

## 沿革
参照：
- 2016年（平成28年）12月19日[9]- SBIホールディングス（SBI HD）の100%出資により、SBI保険持株準備株式会社を設立。
- 2017年（平成29年）3月31日 - 保険持株会社の認可と、少額短期保険持株会社の承認を取得。旧商号のSBI保険持株準備から、SBIインシュアランスグループ株式会社に変更。
  - 親会社のSBI HDより、SBI損害保険、SBI生命保険、SBI少短保険ホールディングスの全株式をそれぞれ取得。

- 2018年（平成30年）9月27日[10] - 東証マザーズ市場に新規上場。
- 2018年（平成30年）11月 - ドイツのオンライン保険サービスのELEMENT Insurance AGに出資[11]。
- 2019年（令和元年）6月 - 連結子会社のSBI少短保険HDが太平エンジニアリングより、ペット保険の日本アニマル倶楽部（現・SBIプリズム少額短期保険）の全株式を取得[12][13]。
- 2019年（令和元年）12月19日 - 大手IT機器販売代理店の光通信と資本業務提携[14]。
- 2020年（令和2年）5月11日 - いずれも連結子会社のSBI生命保険と、SBI日本少額短期保険が業務提携。BCP[注釈 2]強化を目的に、SBI日本少額短期保険の大阪本社内に、SBI生命大阪ビジネスセンターを開設[15]。
- 2020年（令和2年）9月30日 - 連結子会社のSBI少短保険HDが、賃貸住宅向け災害保険サービスの常口セーフティ少額短期保険（現・SBI常口セーフティ少額短期保険）の全株式を取得[16]。
- 2022年（令和4年）3月30日 - ペット情報サービス運営のペットシェルジュと、ペット保険の業務提携を締結[17]。
- 2022年（令和4年）4月 - 東証の市場区分見直しに伴い[18]、グロース市場に移行。
- 2022年（令和4年）11月 - 大手クレジットカードサービスの三井住友カードと、オンライン保険事業で業務提携[19]。
- 2023年（令和5年）9月29日 - 連結子会社のSBI少短保険HDがジャパンホームシールドより、少短保険サービスの住生活少額短期保険（現・SBIペット少額短期保険）の全株式を取得[20]。

## グループ会社

### 損害保険
- SBI損害保険株式会社（SBI-IG 99.2％、あいおいニッセイ同和損害保険 0.8%）- 自動車保険、がん保険、火災保険

### 生命保険
- SBI生命保険株式会社（SBI-IG 100.0％）- 団体信用生命保険、定期保険、就業不能保険、終身医療保険

### 少額短期保険
- SBI少短保険ホールディングス株式会社（SBI-IG 100.0％）- 少額短期保険業を営む子会社の統括
  - SBIいきいき少額短期保険株式会社（SBI少短保険HD 100.0％）- 死亡保険、医療保険、ペット保険、地震補償保険
  - SBI日本少額短期保険株式会社（SBI少短保険HD 100.0％）- 賃貸向け保険、車両保険（バイク・自転車）
  - SBIリスタ少額短期保険株式会社（SBI少短保険HD 99.6％、個人株主4名 0.4%）- 地震補償保険
  - SBIプリズム少額短期保険株式会社（SBI少短保険HD 100.0％）- ペット保険
  - SBI常口セーフティ少額短期保険株式会社（SBI少短保険HD 100.0％）- 賃貸住宅の入居者向け火災保険等
  - SBIペット少額短期保険株式会社（SBI少短保険HD 100.0％）- ペット保険